# K’uk’ Bahlam I
K’uk’ Bahlam I (ur. 30 marca 397, zm. ok. 435 roku) – majański władca uważany za założyciela dynastii Palenque. Panował w latach 431–435.
Niewiele wiadomo na jego temat. Według długiej rachuby urodził się 8.18.0.13.6 5 Kimi 14 K’ayab (30 marca 397 roku), a na tron wstąpił 8.19.15.3.4 1 K’an 2 K’ayab (10 marca 431 roku). W inskrypcjach z Palenque nosi tytuł „króla Toktahn” skąd najpewniej pochodził, lecz ta lokalizacja pozostaje nieznana. Jego czteroletnie panowanie częściowo pokrywa się z panowaniem teotihuacańskiego władcy Tikál – Sihyaj Chan K’awiila II, który rządził w okresie wzmożonego wpływu Teotihuacanu na ośrodki majańskie. Imię K’awiila znajduje się także na filarze pałacu w Palenque co sugeruje, że Teotihuacan mógł mieć wpływ na powstanie nowej dynastii, podobnie jak w przypadku miasta Tikál.
Glif z imieniem władcy składa się z wizerunku ptaka kwezala z uchem jaguara (k’uk’) oraz jaguara (bahlam), więc jego imię znaczy „Quetzal-Jaguar”.
Data śmierci K’uk’ Bahlama I nie jest znana, ale ponieważ jego następca Casper zasiadł na tronie 10 sierpnia 435 roku, to bardzo prawdopodobne, że zmarł on krótko przed tą datą.
W 1999 roku archeolodzy natrafili w tzw. Świątyni XX w Palenque na komorę grobową, w której jak przypuszczają mogą znajdować się szczątki pierwszego władcy. Jednakże z powodu złego stanu budowli nie zdecydowali się na wejście do środka. Od czasu jej odkrycia trwają prace nad wzmocnieniem świątyni.